# Islas de Sotavento (Polinesia Francesa)
Las islas de Sotavento (en francés Îles Sous-le-Vent; en tahitiano te fenua Raro Mata’y mā) es el archipiélago occidental de las islas de la Sociedad, situado entre 200 y 600 km al oeste de Tahití. Administrativamente forma la subdivisión de las islas de Sotavento (subdivision administrative des Îles Sous-le-Vent), una de las cinco subdivisiones de la Polinesia Francesa. Además, es una circunscripción electoral para la Asamblea de la Polinesia Francesa.

## Geografía
El archipiélago consta de cinco islas y cuatro atolones organizados en siete comunas. De este a oeste son:
- Huahine, constituida como comuna.
- Raiatea, dividida en 3 comunas, con Uturoa como capital.
- Tahaa, constituida como comuna.
- Bora Bora, constituida como comuna.
- Tupai (Motu Iti), atolón dependiente de Bora Bora.
- Maupiti, constituida como comuna.
- Maupihaa (Mopelia), atolón dependiente de Maupiti.
- Motu One (Bellinghausen), atolón dependiente de la administración territorial.
- Manuae (Scilly), atolón dependiente de la administración territorial.

Aparte de los atolones, más pequeños, las islas son montañosas de origen volcánico. Están formadas de traquita, diabasa y basalto. Los volcanes hace tiempo que no están activos y los cráteres están muy erosionados, formando profundos valles. Alrededor tienen unos escollos de coral, cerrando una laguna salada y que protegen la costa fértil. La superficie total de tierras emergidas es de casi 400 km².
La vegetación incluye árbol del pan, pandanáceas y cocoteros. La fauna terrestre se limita a cerdos salvajes, ratas y salamandras. En cambio, la pesca es abundante y variada en los escollos de coral.
La población total era de 30.714 habitantes en el censo del 2002, un 12% del total de la Polinesia Francesa. Las actividades principales son la agricultura y la pesca, y la producción de copra, azúcar, ron, nácar y vainilla. Asimismo, el turismo es importante para la economía de Bora Bora y comienza a desarrollarse en Huahine.

## Historia
Antiguamente las islas eran un importante centro político y religioso desde donde se colonizaron otras islas de la Polinesia. Los grandes jefes de Tahití tenían sus raíces en estas islas. Raiatea era el centro religioso con un templo que era la referencia para las otras islas. Bora Bora, con una población muy guerrera, ejercía una gran influencia política. 
El primer europeo en visitarlas fue el holandés Jacob Roggeveen en 1722. Pero fue el inglés James Cook quien exploró las islas más grandes en diversas ocasiones entre 1769 y 1779, y las llamó Society Isles. Explicó que el nombre era debido a que las islas son contiguas, pero se interpretó que era en honor a la Royal Society de Londres que financiaba la expedición. Más tarde el nombre se extendió a todo el archipiélago.
Después de constituirse en 1880 la colonia francesa en las islas del Viento, las islas de Sotavento se resistieron en integrarse, celosas de su independencia. Entre 1889 y 1897 se produjo una larga situación de insurrección en la llamada guerra de las islas de Sotavento.